# Cmentarz żydowski w Busku-Zdroju
Cmentarz żydowski w Busku-Zdroju – kirkut powstał zapewne w latach osiemdziesiątych XIX wieku. Mieścił się przy ul. Widuchowskiej i miał powierzchnię 0,5 ha. W czasie okupacji został zniszczony przez nazistów. Dokonywano na nim egzekucji Żydów i Polaków. Obecnie znajdują się na nim tylko pojedyncze macewy, umieszczone w jednym miejscu. Teren jest nie ogrodzony.